# Super Illius Specula

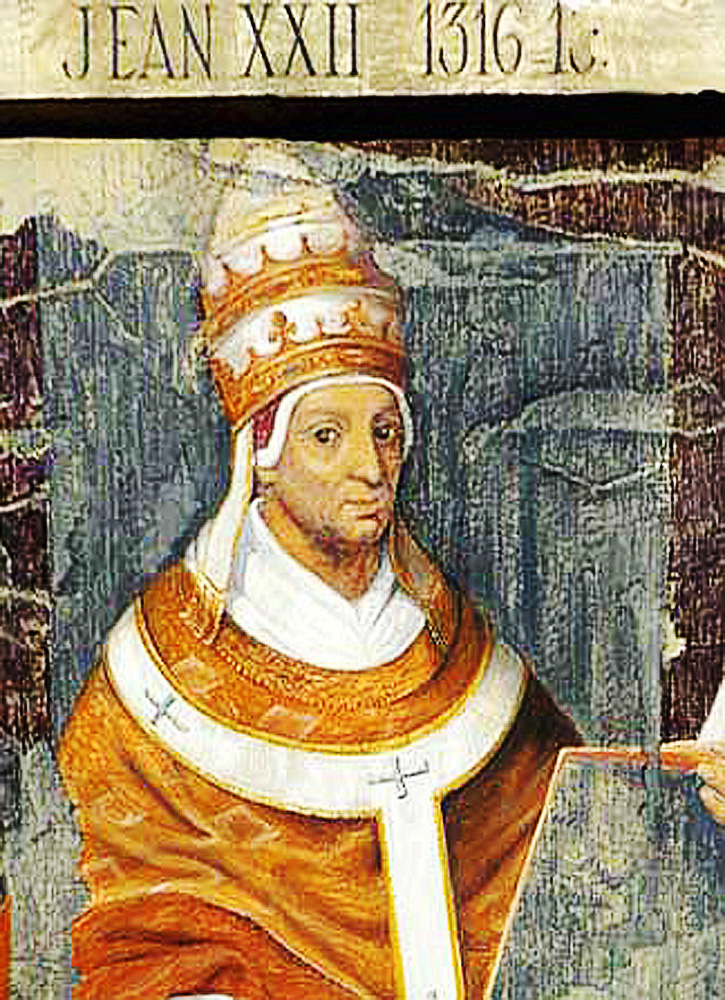
Papa João XXII (1316)

Super Illius Specula foi uma bula  emitida em 1326 ou 1327 pelo Papa João XXII, que deu aos inquisidores o direito de perseguir os autores de práticas mágicas, isto é, bruxaria, como hereges.
Enquanto se preparava para emitir a bula, o Papa João XXII recorreu em 1320 a vários peritos, incluindo o dominicano Augustine Gazothus e o franciscano Henrique de Caretto. A sua tarefa era determinar as qualificações de práticas mágicas, que até então só tinham sido tratadas como um delito (tendo as características de heresia). Na bula, pela primeira vez, foi claramente afirmado que as práticas mágicas têm a sua origem na atividade dos demônios.
A definição das práticas mágicas como heresia ("factum haeretice") deu à Inquisição as ferramentas intelectuais para processar os hereges, na medida em que promulga que o fato herético não se limita ao domínio da opinião, mas se manifesta por ações.